# TAKEO
TAKEO（タケオ、1972年7月11日 - ）は、日本のミュージシャン。Angelo及びPIERROTのドラマー。

## 来歴
1994年、Pierrotに加入。1995年、PIERROTの解散までのメンバーによる初のアルバム『パンドラの匣』の制作を開始する。1998年、東芝EMIよりPIERROTのメンバーとしてシングル「クリア・スカイ」でメジャーデビュー。
2005年、上領亘とのプロジェクトG-Brainとして活動。2006年4月12日、PIERROTの解散を発表。同年8月14日、PIERROTのキリト、KOHTAと共にAngelo結成を発表。
2014年4月12日、PIERROTの再結成コンサート「DICTATORS CIRCUS FINAL」を開催する事を発表。10月24日・10月25日、PIERROTとして8年ぶりのライブを成功させる。

## 人物
- 神奈川県川崎市生まれの福島県郡山市出身。血液型はA型。
- PIERROTに加入する以前はバンドの傍ら、正社員として某百貨店にて食器類の販売の仕事をしていた。
- 穏やかな人柄でメンバーから癒やしと位置づけられている。
- AngeloのLIVE直前に流れるSEは全てTAKEOが作成。
- ライブでは低い声でのMC、ささやくMCなどによりダンディーなキャラとして通している。キリトから男爵と呼ばれることもある。
- 喫煙者で、吸っている煙草はマールボロライトメンソールである。また、寝起きがかなり悪く、どれだけ遅刻していても寝起きの一服をしないと目覚めない。
- 趣味は温泉。好きな食べ物はプッチンプリン、出身の郡山銘菓のエキソンパイ。2016年頃からハムにもハマっていてハム専門店に行って買い求めることもあるそう。
- ドラムシンセによる奇抜な音色や打ち込みを連想させる様な独特な変則的なフレーズを演奏する事から、ファンや音楽仲間からは「変態ドラマー」の通称を付けられた。
- ドラムスティックを逆手で持って叩く事もある。

## 使用機材
ドラムセットは、初期から愛用しているPearlのメイプル・シリーズを主軸として、ロートタム数台をならべた仕様に加え、特殊な効果音などはRolandV-Drumパッドを数台配置し、そこからRoland TD-10にトリガー振動として認識され、そこから内蔵音源とサンプラーにサンプリングされた音色から出力されるようなシステムとなっている。